# Catalina de Eslava
Catalina de Eslava fue una poetisa novohispana nacida y fallecida en años desconocidos. Se conoce que nació en la segunda mitad del siglo XVI y que su tío era el poeta Fernán González o Hernán González de Eslava, (1534-1601) en cuya obra Coloquios espirituales y sacramentales, publicada póstumamente en 1610, se incluyó como introducción un soneto de autoría de Catalina de Eslava publicándose de esta manera ocasional por primera vez en la Nueva España un poema escrito por una mujer por lo que se le considera la primera poetisa de la Nueva España, anterior a Sor Juana. No se cuenta con más información acerca de esta novohispana.